# Buch am Forst
Buch am Forst ist ein Gemeindeteil der oberfränkischen Kreisstadt Lichtenfels (Bayern).

## Geographie
Die A 73 verläuft etwa einen Kilometer östlich, die Kreisstraße LIF 27, früher Teil der B 289, führt durch den Ort.

## Geschichte

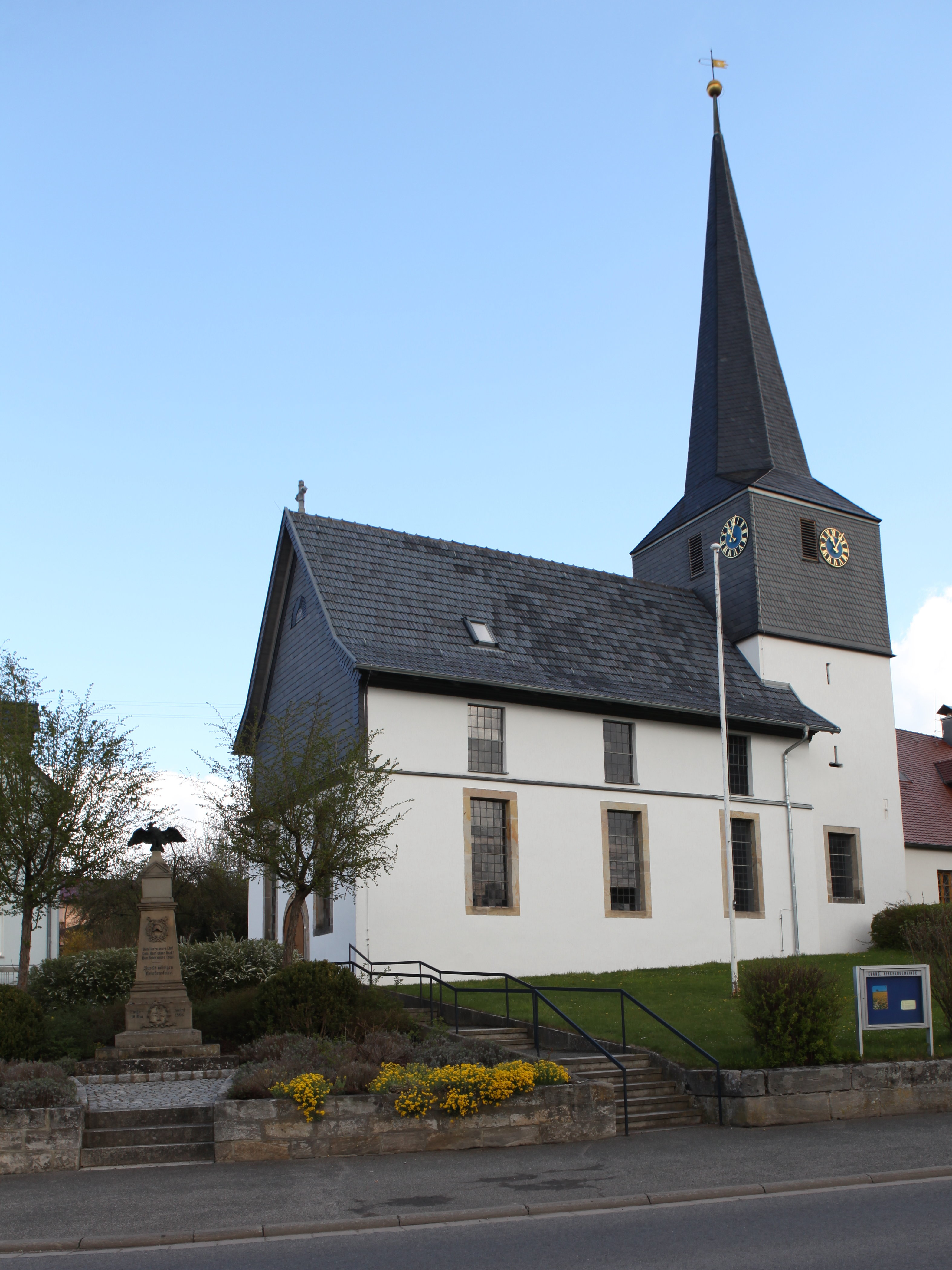
Evangelisch-lutherische Pfarrkirche St. Magdalena

Buch am Forst wurde im 9. Jahrhundert als Eintrag im Banzer Reichsurbar erstmals erwähnt: In „Buchen“ waren drei Mansen (Gehöfte) im Besitz von Freigeborenen. Die nächste Nennung war 1215 mit Albert „de Buoch“. Der Ort entstand als Rodung im Lichtenfelser Forst.
Bis zum Ende des Alten Reiches gehörte der südliche Ortsteil mit dem Schloss zum Hochstift Bamberg; der nördliche mit der Schule und der Kirche lag auf sächsischem Territorium. In einem zwischen Bayerns Ministerpräsidenten Maximilian von Montgelas und Prinz Leopold von Sachsen-Coburg-Saalfeld ausgehandelten Staatsvertrag des Jahres 1811 wurde Buch am Forst Bayern zugesprochen.
Im Jahr 1819 wurde aus Buch am Forst mit Hammer, Seehof, Forsthub und Gleisenau eine Landgemeinde gebildet. Im Jahr 1818 lebten in Buch am Forst 325 Personen. 1875 hatte die Gemeinde 560 Einwohner, davon 538 Protestanten, und 90 Wohngebäude. 1950 wurden 802, 1961 777 und im Jahr 1970 702 Einwohner gezählt. Am 1. Januar 1978 erfolgte die Eingliederung in die Stadt Lichtenfels, die die Bürger in einer Bürgerversammlung gegenüber einer Eingemeindung in die Gemeinde Untersiemau im Landkreis Coburg bevorzugten. Forsthub mit Gleisenau wurde infolge der Gebietsreform Teil der Gemeinde Grub am Forst im Landkreis Coburg.

## Sehenswürdigkeiten
- Evangelisch-lutherische Pfarrkirche St. Magdalena
- Schloss Buch

In der Bayerischen Denkmalliste sind für Buch am Forst 14 Baudenkmäler ausgewiesen.

## Regelmäßige Veranstaltungen
- Pflanzkirchweih am ersten Wochenende im Juli
- Kirchweih am dritten Sonntag im Juli